# Monumento Steuben

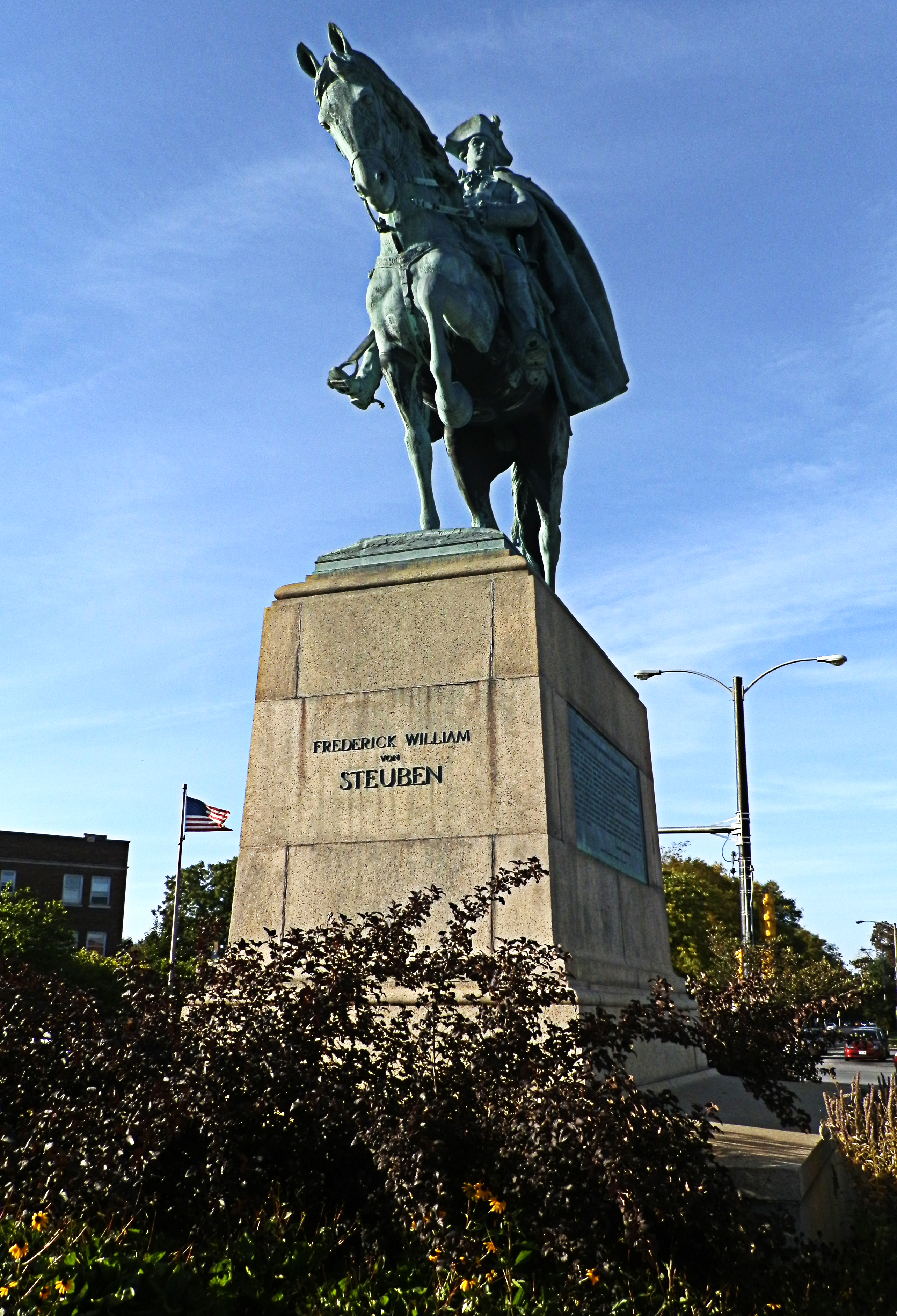

O Monumento Steuben é uma obra de arte pública do artista suíço-americano J. Otto Schweizer, localizada no lado norte de Milwaukee, Wisconsin. A escultura equestre de bronze retrata o Barão Friedrich Wilhelm von Steuben envergando um uniforme da Guerra Revolucionária. Ele está localizado no cruzamento da West Lisbon Avenue, Lloyd Street e North Sherman Boulevard.